# Andreas Bindl

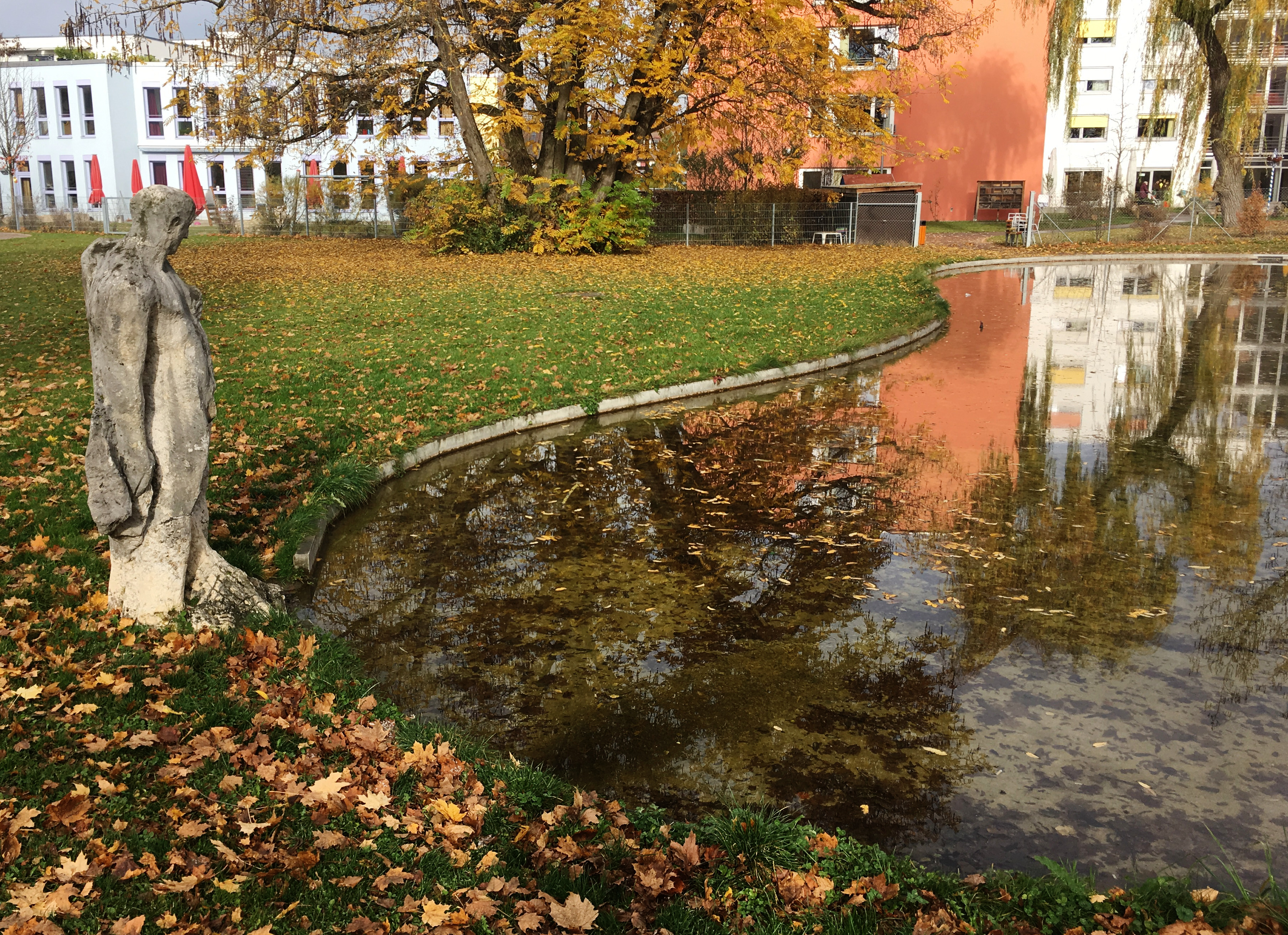
Fischer-Brunnen in München-Pasing

Andreas Bindl (* 20. August 1928 in Grünthal bei Rosenheim/Oberbayern; † 7. Januar 2010 in Faistenhaar) war ein deutscher Bildhauer.
Nach einer Schreinerwerkslehre studierte er von 1948 bis 1954 an der Akademie der Bildenden Künste München und war Meisterschüler bei Josef Henselmann. Nach Ende des Studiums war er als freier Bildhauer in München tätig. Seit 1961 nahm er an der Großen Kunstausstellung im Haus der Kunst in München teil. Seine Haupttätigkeit lag seit 1970 bei der Schaffung von Bildobjekten. Seit 1971 war er Mitglied des Deutschen Künstlerbundes, nachdem er bereits ein Jahr vorher an dessen 18. großen Gruppenausstellung im Rheinischen Landesmuseum Bonn teilgenommen hatte. Ab 1972 war Bindl Mitglied der Neuen Gruppe. 1978 wurde er mit dem Förderpreis für Bildende Kunst der Landeshauptstadt München und 1980 mit dem Seerosenpreis ausgezeichnet. Einen Lehrauftrag an der Akademie München hatte er seit 1980. 1986 erhielt er den Villa-Romana-Preis. Seit 1987 war er ordentliches Mitglied der Bayerischen Akademie der Schönen Künste, von 1990 bis 1996 war er Präsident der Neuen Gruppe, seitdem deren Ehrenpräsident. 2002 wurde er mit dem Egmont-Schaefer-Preis ausgezeichnet.